# Tamanka
Tamanka is een geslacht van straalvinnige vissen uit de familie van de grondels (Gobiidae).

## Soorten
- Tamanka maculata Aurich, 1938
- Tamanka siitensis Herre, 1927